# Coronel Martínez de Hoz
Coronel Martínez de Hoz är en ort i Argentina.   Den ligger i provinsen Buenos Aires, i den centrala delen av landet, 300 km väster om huvudstaden Buenos Aires. Coronel Martínez de Hoz ligger 92 meter över havet och antalet invånare är 941.
Terrängen runt Coronel Martínez de Hoz är mycket platt. Runt Coronel Martínez de Hoz är det mycket glesbefolkat, med 7 invånare per kvadratkilometer..
Trakten runt Coronel Martínez de Hoz består till största delen av jordbruksmark.